# Mike Elliott

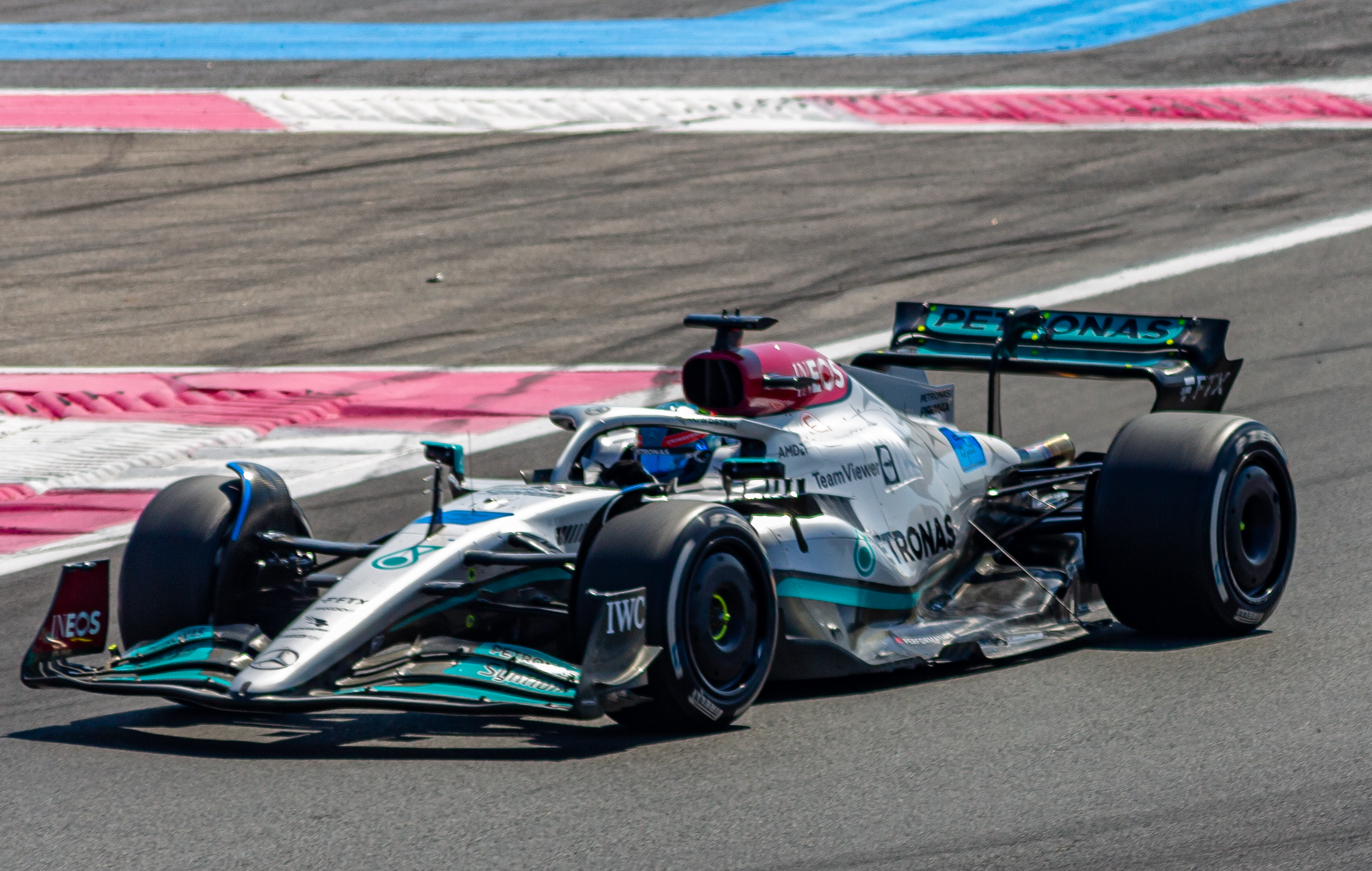
W13 progettata da Elliott

Mike Elliott (St Austell, 4 giugno 1974) è un ingegnere e dirigente sportivo britannico, direttore tecnico presso la Mercedes AMG F1 dal 2021 al 2023.

## Biografia
Ha fatto il suo ingresso nel mondo del motorsport iniziando la carriera di ingegnere  aerodinamico nel 2000 presso la McLaren. Nel 2003 è diventato un ingegnere di pista, per poi essere promosso come responsabile e team leader del reparto aerodinamica nel 2006. Nel 2008 è passato alla Renault F1 rimanendo con il team fino al 2012, quando è poi passato alla Mercedes per diventare il capo del reparto aerodinamica. Nel 2017 ha sostituito Geoff Willis come direttore del reparto tecnologia. Nel 2021 ha sostituito James Allison come direttore tecnico della scuderia. Qui è stato il responsabile dello sviluppo e la progettazione delle monoposto 
W13 e W14. Nel corso della stagione 2023, per via del difficile avvio di stagione, viene sostituito dal suo predecessore James Allison.